# Sadków Szlachecki
Sadków Szlachecki – wieś sołecka  w Polsce położona w województwie mazowieckim, w powiecie grójeckim, w gminie Belsk Duży.
W latach 1975–1998 miejscowość administracyjnie należała do województwa radomskiego.
Sadków Szlachecki jest to wieś typowo sadownicza. Znajduje się tu około 30 gospodarstw tego właśnie rodzaju. Ponad 75% z nich zajmuje się uprawą jabłek. W licznych sadach możemy odnaleźć odmiany takie jak: Gloster, Alwa, Cortland, Lobo, Golden Delicious, Idared, Jonagold, Jonagored, Red Chief, Boskoop, Pinova, Szampion, Mutsu, Ligol, Gala i wiele innych. Oprócz jabłoni na terenie wsi uprawia się wiśnie, czereśnie, śliwki, gruszki, porzeczki oraz zboża.